# Långtjärnen (Vilhelmina socken, Lappland, 722354-151095)
Långtjärnen är en sjö i Vilhelmina kommun i Lappland och ingår i Ångermanälvens huvudavrinningsområde. Sjön har en area på 0,0768 kvadratkilometer och ligger 500,3 meter över havet. Långtjärnen ligger i Marsfjället Natura 2000-område.

## Delavrinningsområde
Långtjärnen ingår i det delavrinningsområde (722368-151071) som SMHI kallar för Mynnar i Matskan. Medelhöjden är 504 meter över havet och ytan är 1,18 kvadratkilometer. Det finns ett avrinningsområde uppströms, och räknas det in blir den ackumulerade arean 1,57 kvadratkilometer. Vattendraget som avvattnar avrinningsområdet har biflödesordning 4, vilket innebär att vattnet flödar genom totalt 4 vattendrag innan det når havet efter 386 kilometer. Avrinningsområdet består mestadels av skog (64 procent) och sankmarker (29 procent). Avrinningsområdet har 0,08 kvadratkilometer vattenytor vilket ger det en sjöprocent på 6,7 procent.